# Gemlik
Gemlik kikötő- és üdülőváros Törökország Bursa tartományában, a Gemlik-öbölben, az azonos nevű körzet székhelye. Bursa városától 30 km-re, Yalovától 40 km-re fekszik. Turizmusa mellett ipara is jelentős, főképp textil-, és élelmiszeripara. Az ókorban Kíosz (Kίος) vagy Cius néven ismerték. 1333-ban szeldzsuk uralom alá került. Az 1800-as évek végén mintegy 5000 lélekszámú településen többségében görögök laktak, a muszlim lakosság alig haladta meg a 200 főt.